# Грејс Прери (Тексас)
Грејс Прери (енгл. Grays Prairie) град је у америчкој савезној држави Тексас.

## Демографија
По попису из 2010. године број становника је 337, што је 41 (13,9%) становника више него 2000. године.
| Група             | 2000.       | 2010.       |
| Белци             | 265 (89,5%) | 298 (88,4%) |
| Афроамериканци    | 6 (2,0%)    | 3 (0,9%)    |
| Азијати           | 0 (0,0%)    | 0 (0,0%)    |
| Хиспаноамериканци | 22 (7,4%)   | 34 (10,1%)  |
| Укупно            | 296         | 337         |